# ONErpm
ONErpm (ONE Revolution People's Music) es una plataforma de distribución digital de música e interrelación entre fanes fundada en 2010 por Emmanuel Zunz y Matthew Olim, este último uno de los cofundadores de la CDNow, empresa pionera en la música digital que fue comprada por Amazon en 2000. ONErpm posibilita el acceso de músicos y sellos la tiendas y servicios de música digital como iTunes, Rdio, Amazon, Spotify, Google Music, Deezer, eMusic, YouTube, Napster y otros.

## Historia
Desde su creación, ONErpm ayudó a crecer al mercado de la música brasileña ofreciendo un servicio de autogestión de la distribución que devolvió el control del rendimiento económico de fonogramas a los artistas. La ONErpm consiguió, con transparencia y plataforma de tecnología propia, que decenas de miles de artistas independientes comenzaran a ganar dinero con su música, acelerando la tasa de crecimiento del consumo de música digital en Brasil. Con abordaje único de comercialización y distribución de fonogramas, la ONErpm es certificada por Apple y atiende la demanda de grandes nombres como Elba Ramalho, Michel Teló, Lenine, Cláudia Leitte, Valesca Popozuda, Fernando & Sorocaba, Racionales MC's y 30 mil artistas más.
ONErpm también ofrece rendimiento económico de los contenidos audiovisuales y actualmente es certificada por YouTube, además de poseer una de las mayores MCN (YouTube Multi-Channel Network), según la empresa con más de 1.800 canales y 2.300 millones de visualizaciones mensuales. Entre canales de automóviles, cocina, temas infantiles, vídeo-clases y comedia, la ONErpm amplía su campo de actuación y se fortalece en el segmento de entretenimiento en medio digital. Y, para estrechar más aún la relación con sus clientes, la empresa inauguró en mayo de 2015 a ONErpm Studios, en el Brooklyn, con profesionales especializados, sistema de cámara HD high-end e iluminación completa, o sea, toda estructura necesaria para la producción audiovisual disponible a todos sus creadores de contenido.
Con el crecimiento continuo de la empresa, provocado por la popularización del streaming aliado a la expansión de su network en el YouTube, nuevas sedes fueron inauguradas y hoy la ONErpm cuenta con oficinas en São Paulo, Río de Janeiro, Buenos Aires, Ciudad de México, Bogotá, Nashville y Nueva York. En consonancia con informaciones de la empresa, el catálogo posee cerca de 35.000 artistas y 180.000 fanes registrados en la web.